# Wampusirpi
Wampusirpi é uma cidade hondurenha do departamento de Gracias a Dios. Sua população é de aproximadamente 4.000 habitantes